# 韞色過濃
《韫色过浓》（英語：Intense Love），2020年中国大陆都市爱情喜剧，改编自六盲星同名小说。由蔡聪执导，张予曦、丁禹兮领衔主演，於2020年5月2日在芒果TV首播。台灣OTT平台LiTV 線上影視全套上架。

## 播出时间
| 频道   | 所在地 | 播出日期             | 备注                                               |
| ------ | ------ | -------------------- | -------------------------------------------------- |
| 芒果TV | 中国   | 2020年5月2日-5月30日 | 芒果TV会员看全集 芒果TV非会员：每周六日20点更新2集 |

## 演员表

### 主要演员
| 演員   | 角色   | 介紹 |
| 张予曦 | 苏矜北 | 上升期的女演员 人前众人瞩目的焦点，人后是大大咧咧的追星狂粉，重度颜控，钟爱粉色，周時韞的未婚妻，對其他人都十分的好，出車禍時被周時韞所治療，原本因周時韞拿退婚這事來威脅她，決定讓周時韞喜歡上自己後就甩了他，沒想到發現自己愛上了周時韞，並在最後接受了周時韞的求婚，最後結婚。 |
| 丁禹兮 | 周时韫 | 天才医生 周家二公子，家世财力、外貌才华无不出类拔萃，双商皆高，是个追求极致的完美主义，蘇矜北未婚夫，在蘇矜北的追求下，發現自己也愛上了她，並在最後與她結婚。 |

### 其他演员
| 演員     | 角色   | 介紹 |
| 完颜洛绒 | 肖远宋 | 周时韫的同事兼大学好友。喜歡搭訕女生，在發現自己喜歡上吳迪後，開始停止搭訕並對吳迪展開熱烈追求，吴迪的男友，后为其丈夫。                                                                           |
| 吴恙     | 吴迪   | 苏矜北的经纪人兼好友。在前次訂婚中發現男友劈腿，所以慢慢不相信愛情，在肖遠宋的追求下答應了他，成為了肖远宋的女友，后为其妻子。                                                                     |
| 黄世超   | 周正宪 | 周时韫和周素萦的大哥，周家的掌权人。 |
| 林昕宜   | 周素萦 | 周正宪和周时韫的妹妹，前期一直针对苏矜北，后和苏矜北和好。在蘇矜北的介紹下成為徐嘉玮的助理，后和徐嘉玮交往。                                                                                       |
| 张垚     | 高子彤 | 女演员，喜歡徐嘉瑋，並常常针对苏矜北。后和苏矜北和好。 |
| 师铭泽   | 徐嘉玮 | 当红小生，原本喜歡蘇矜北，暗中的幫助她，和蘇矜北告白後，被蘇矜北拒絕，兩人維持朋友關係。在蘇矜北的介紹下，讓周素萦當了他的助理，在周素萦辭去助理一職後，發覺喜歡上了她，並最後成為了周素萦的男友。 |
| 王艺禅   | 赵雪颜 | 蘇矜北母親。 |
| 刘旭     | 苏浩然 | 蘇矜北父親。 |

## 电视剧歌曲
| 曲序 | 曲目                         |                               | 作曲                  | 演唱                    |
| ---- | ---------------------------- | ----------------------------- | --------------------- | ----------------------- |
| 1.   | 在等我嗎（片头曲）           | Monkey (郭筱瑩)               | 張琨、Monkey (郭筱瑩) | Monkey (郭筱瑩)、李若溪 |
| 2.   | 愛上你（片尾曲）             | 王媛                          | 張琨                  | 于浩                    |
| 3.   | 愛情來臨的時候（主題曲）     | 李若溪、張琨、文雯Claire      | 張琨                  | 李若溪                  |
| 4.   | 還愛著你（主題曲）           | 代岳東、張琨、Monkey (郭筱瑩) | 張琨                  | 魏瀟逸                  |
| 5.   | 怎麼辦（主題曲）             | 耳月、Monkey (郭筱瑩)         | 張琨                  | 陳艷                    |
| 6.   | 甜蜜的擁抱（主題曲）         | 李智聖霖、Monkey (郭筱瑩)     | 張琨                  | Monkey (郭筱瑩)         |
| 7.   | 能不能（插曲）               | 李智聖霖、Monkey (郭筱瑩)     | 張琨                  | 金貴晟                  |
| 8.   | 還有我（插曲）               | 代岳東                        | 張琨                  | 金貴晟                  |
| 9.   | 闖入我的世界（插曲）         | 張琨、Monkey (郭筱瑩)         | 張琨                  | 陳艷                    |
| 10.  | 你在幹嘛（插曲）             | 耳月                          | 張琨                  | 文雯Claire              |
| 11.  | 早就心動了（劇情終結告別曲） | 郭棟楠                        | 郭棟楠/陳禹           | 張予曦、丁禹兮          |